# Afonso IV de Módena
Afonso IV d'Este (Módena, 14 de outubro de 1634 – Módena, 16 de julho de 1662) foi Duque Soberano de Módena e Régio de 1658 até à sua morte. Foi pai de Maria de Módena, consorte do rei Jaime II de Inglaterra.

## Biografia
Nascido em Módena, era o filho mais velho de Francisco I, Duque de Módena, e de sua mulher Maria Catarina Farnésio, filha de Rainúncio I Farnésio, Duque de Parma. Tornou-se Duque de Módena e Régio após a morte de seu pai em 1658. Afonso tinha graves problemas de saúde, sofrendo de gota e tuberculose. Morreu jovem e o seu reinado apenas durou quatro anos.
Em 1659, com o fim da Guerra Franco-Espanhola iniciada em 1635, o Ducado de Módena foi recompensado com a atribuição da cidade de Correggio por ter apoiado a França.
Em 1655 casou com Laura Martinozzi, sobrinha do Cardeal Mazarino, fortalecendo a aliança com a França. No décimo-sexto aniversário de Laura, em 27 de Maio de 1655, ocorreu o casamento por procuração no Palácio de Compiègne com o Conde de Soissons representando o noivo, o Duque de Módena.
Sucedeu-lhe o seu filho, apenas com dois anos, sob a regência da mãe.

## Descendência
- Francisco, Príncipe herdeiro de Módena (1657-1658) morto na infância;
- Maria Beatriz (1658-1718), casada com o rei Jaime II de Inglaterra, com geração;
- Francisco II (1660–1694), casou Margarida Maria Farnésio (Margherita Maria Farnese), sem geração.

## Ligações Externas
- Genealogia da família Este